# Chiaki Minamiyama
Chiaki Minamiyama (南山 千明 Minamiyama Chiaki?,  nacido el 16 de octubre de 1985 en Chiba) es una futbolista japonesa que jugaba como centrocampista.
En 2010, Minamiyama jugó 4 veces y marcó 2 goles para la selección femenina de fútbol de Japón.

## Trayectoria

### Clubes
| Club               | País          | Año         |
| ------------------ | ------------- | ----------- |
| Nippon TV Beleza   | Japón         | 2003 - 2010 |
| INAC Kobe Leonessa | Japón         | 2011 - 2016 |
| Hwacheon KSPO      | Corea del Sur | 2017 -      |

### Selección nacional
| Selección | País  | Año  |
| --------- | ----- | ---- |
| Absoluta  | Japón | 2010 |

## Estadística de equipo nacional
| Selección femenina de fútbol de Japón | Selección femenina de fútbol de Japón | Selección femenina de fútbol de Japón |
| Año                                   | Partidos                              | Goles                                 |
| ------------------------------------- | ------------------------------------- | ------------------------------------- |
| 2010                                  | 4                                     | 2                                     |
| Total                                 | 4                                     | 2                                     |